# جون أغسطس لارسون
جون أغسطس لارسون (بالإنجليزية: John Augustus Larson)‏ هو طبيب نفسي ومخترع أمريكي، ولد في 11 ديسمبر 1892 في Shelburne, Nova Scotia ‏ في كندا، وتوفي في 1 أكتوبر 1965 في بيركيلي في الولايات المتحدة.